# 5061 McIntosh
Az 5061 McIntosh (ideiglenes jelöléssel 1988 DJ) a Naprendszer kisbolygóövében található aszteroida. Robert H. McNaught fedezte fel 1988. február 22-én.